# Władysław Czaykowski
Władysław Wiktor Czaykowski (23. prosince 1844 nebo 1847 – 3. října 1917 Baden) byl rakouský šlechtic a politik polské národnosti z Haliče, koncem 19. století poslanec Říšské rady.

## Biografie
Vystudoval práva na Vídeňské univerzitě. Pak se věnoval správě svého statku v Medvedivcích. Zasedal jako poslanec Haličského zemského sněmu. Od konce roku 1914 byl členem polského vrcholného politického orgánu Naczelny Komitet Narodowy.
Působil také jako poslanec Říšské rady (celostátního parlamentu Předlitavska), kam usedl ve volbách roku 1885 za kurii venkovských obcí v Haliči, obvod Terebovlja, Husjatyn atd. Mandát zde obhájil i ve volbách roku 1891. Ohledně jeho poslaneckého mandátu po volbách roku 1897 se prameny rozcházejí. Je sice uváděn v registru poslanců v XII. schůzi Říšské rady, ale v témže obvodu byl do sněmovny zvolen Julian Olpiński. Další registry poslanců XIII. schůze začínající v září 1897, XIV. schůze od března 1898, XV. schůze od září 1898 nebo XVI. schůze od října 1899 ho mezi poslanci neuvádějí. Ve volbách roku 1901 byl zvolen za velkostatkářskou kurii v Haliči. Ve volebním období 1885–1891 se uvádí jako rytíř Ladislaus von Czaykowski, statkář, bytem Medvedivci.
Na Říšské radě se v roce 1885 uvádí coby člen Polského klubu. Rovněž po volbách roku 1891 se uvádí jako člen Polského klubu. V této poslanecké skupině zasedal i po volbách roku 1901.
V roce 1907 byl povolán za doživotního člena Panské sněmovny (nevolená horní komora Říšské rady).
Zemřel v říjnu 1917.